# Figures in a Landscape
Figures in a Landscape és una pel·lícula britànica del 1970 dirigida per Joseph Losey i escrita per l'estrella Robert Shaw basada en la novel·la homònima de Barry England i protagonitzada per Malcolm McDowell i Robert Shaw. Es va projectar fora de concurs al Festival Internacional de Cinema de Sant Sebastià 1970.

## Sinopsi
La pel·lícula comença amb dos homes corrent a través d'una platja a l'alba, també sembla que les seves mans estan lligades a l'esquena. Després de diversos trets d'un helicòpter cercant frenèticament el paisatge, resulta evident que els dos homes són fugitius. Més tard es revela que els seus noms són MacConnachie i Ansell. Els dos continuen corrent per una terra àrida, intentant escapar de la vista de l'helicòpter. MacConnachie renya contínuament Ansell mentre corren, demostrant que ell és el líder, més o menys.
Al final, el duo es va allunyar de l'helicòpter i va trobar una cria de cabra. MacConnachie la colpeja i la mata amb l'esperança de trobar subministraments útils, però no troba res. L'acció, però, molesta molt a Ansell. Continuen per un terreny dur, de vegades trobats per l'helicòpter, però aconsegueixen escapar de nou.
Una nit troben un petit poble. Es colen i entren a una casa, on l'únic habitant és una vídua solitària asseguda en una cadira al costat del llit del seu presumpte marit mort. No sembla adonar-se que hi són, però sembla estar vigilant una cistella de pa. Els dos la ignoren i saquegen la casa, trobant molts subministraments i fins i tot un rifle. Mentre Ansell es prepara per sortir, MacConnachie agafa un tros de pa de la cistella de la dona, cosa que la fa sortir del tràngol i cridar, cosa que els obliga a fugir davant l'alarma dels ciutadans. Als límits de la ciutat, Ansell diu a MacConnachie que no vol continuar viatjant amb ell, mentre que MacConnachie es contrari a dividir-se. Al final, hi consent i tots dos continuen. Ansell revela que abans treballava a Fortnum & Mason, a Londres.
Es troben amb l'helicòpter de nou a la muntanya. Arriben amb un pla perquè Ansell distregui l'helicòpter mentre MacConnachie dispara el seu tanc de gas per tal de destruir-lo. Ansell va a distreure'l, però en lloc de disparar el dipòsit de gas, MacConnachie dispara al seient del passatger de l'helicòpter. Ansell protesta, però MacConnachie li diu que ho ha fet per mostrar poder sobre l'helicòpter i per evitar ferir Ansell en una possible explosió. També troben una subfusell amb el cos mort de l'observador.
Després de ser perseguits per les tropes terrestres a través d'un camp, es troben amb un conjunt militar on l'helicòpter es va a proveir. Intenten colar-se, però són atrapats i es veuen forçats a lluitar i escapar. Segueixen viatjant per una serralada després on el gel es fon.
Finalment, arriben a una muntanya amb punt de neu, que sembla el que buscaven durant el viatge. A la part superior hi ha un lloc militar, presumptament a la frontera, i diversos soldats que surten a saludar-los. Ansell està encantat i corre, tot i que MacConnachie escolta una espècie de soroll per darrere, que és l'helicòpter. Abans d'unir-se a Ansell, decideix realitzar una última batalla entre ell i l'helicòpter. Tot i disparar-lo moltes vegades, l'helicòpter dispara a MacConnachie, matant-lo. Ansell sent penediment, però finalment torna amb els soldats al compost.

## Repartiment
- Robert Shaw - MacConnachie
- Malcolm McDowell - Ansell
- Henry Woolf - Pilot d'helicòpter
- Christopher Malcolm - Observador d'helicòpter
- Andy Bradford - Soldat
- Warwick Sims - Soldat
- Roger Lloyd-Pack - Soldat
- Robert East - Soldat
- Tariq Yunus - Soldat
- Pamela Brown - Vídua

## Producció
Shaw diu que se li va pagar 500.000 dòlars per fer la pel·lícula.
La producció va trigar quatre mesos a rodar-se, entre juny i octubre de 1969. Es va rodar a Sierra Nevada (Granada, Andalusia). Durant la preproducció, es van substituir molts dels treballadors de la pel·lícula, com Peter Medak com a director i Peter O'Toole com a protagonista. En el moment del rodatge, Robert Shaw era una estrella força coneguda, mentre que Malcolm McDowell encara era relativament desconegut, ja que havia participat a If... però encara no La taronja mecànica.
L'helicòpter utilitzat, un Aérospatiale Alouette II, XZ-2B2, amb base a Armilla (Granada), fou pilotat per Gilbert Chomat.

## Estil
La pel·lícula va ser força revolucionària amb l'ús del misteri per a l'audiència; els personatges, el fons i la ubicació es desconeixen al llarg de tota la pel·lícula. L'única informació sobre els personatges es revela a través del diàleg. Mentre que el llibre revela que els personatges són soldats, això no apareix mai a la pel·lícula. La pel·lícula també utilitza molt els fragments llargs, principalment en les preses que es produeixen en l'helicòpter, i això significa que la llarga recerca de l'helicòpter.